# Јак-40
Јак-40 (по номеклатури НАТО је енгл. Codling) је путнички авион за локални саобраћај. Развијен је у ОКБ Јаковљев,  шездесетих година двадесетог века.
У фабици авиона у Саратову , произведено је 1011 авиона Јак-40, у више различитих стандарда, у временском периоду од 1967. до 1981. године.
Авионе Јак-40 су увеле, у цивилну и војну употребу, велики број земаља. У многим земљама су ови авиони још увек у оперативној употреби.

## Историја, развој и производња
Савет Министара Совјетског Савеза је донео одлуку 1960. године да се развије авион, који ће заменити постојеће Ил-12 и Ил-14. Према томе задатку је разрађен пројекат таквог авиона у ОКБ Јаковљева, у временском периоду до 1964. године. Дефинисан је први послератни авион у Совјетском Савезу, за локални путнички саобраћај, с турбо-млазним погоном. Пројекат је реализован у конструкционом бироу, прослављеног конструктора ловачких авиона, у току Другог светског рата, Јаковљева. 
Прототип авиона Јак-40 је завршен у 1965, а његова испитивања у лету у 1966. години. Серијска производња је започела у 1967. години, у фабрици авиона у Саратову . До 1981. године, укупно је произведено 1011 авиона Јак-40, од тога је 125 испоручено другим земљама, изван Совјетског Савеза.
Прва дефиниција је била с полетном масом од 14 700 kg, 27 места за путнике и с долетом од 710 km.
Друга серијска партија отпочела да се производи 1969. године с уградњом делова за окретања смера вектора силе потиска (риверс) на сва три мотора. Главне ноге стајних органа су ојачане. Резервоари су повећани на укупно 3 910 литара горива.
Трећа серија је отпочела 1973. године, у којој је знатно повећана тежина авиона, еквиваленту масе од 16 100 kg, обезбеђен је смештај 32 путника. Скинута је платформа за избацивање бакљи (ИЦ мамаца), за пасивну заштиту од ракетног напада. Касније, овај уређај није уграђиван, ни на једној варијанти авиона Јак-40.
Четврта и последња серија, уведена је 1975. године. Носивост јој је користан терет, с масом од 3 200 kg. Ова варијанта има два реда седишта за путничку, а може се брзо преправити и у карго верзију.
У току експлоатације овог квалитетног авиона је било доста идеја за његову модернизацију, кроз интеграцију економичнијих мотора с већим потиском и увођење нове софистициране опреме. Конкретан предлог је разрађен, на бази концепта погона с два мотора, типа Текстром Лаикоминг LF507/1N.
Направљен је програм с пројектом, за модернизацију авиона Јак-40, са уградњом савремене опреме, с пореклом од произвођача из западних земаља.

## Опис авиона
Авион Јак-40 је путнички авион за локални саобраћај кратких и средњих дужина линија, с могућношћу превоза до 27 путника.
Концепиран је по аеродинамичкој шеми нискокрилца, с три турбомлазна мотора уграђеним на задњем делу трупа и хоризонталним и вертикалним репом међусобно постављеним у виду слова »Т«.
Крило је трапезног облика у плану, велике виткости, с малим сужењем и без угла стреле. Класичне је аеродинамике, пројектовано за мање брзине, без утицаја стишљивости ваздуха у току његовог опструјавања.
Дворамењачна је струкура крила. За задњу рамењачу су везане три секције закрилаца и две крилаца, преко одговарајућих окова. Између рамењача су распоређене уздужнице. Попречно, дуж размаха, су распоређена 34 ребра. Оплата крила је од дурал-алуминијума.
Између рамењача, у кесонима, уграђени су резервоари, с 3 800 литара горива.
Стајни органи су увлачећи, типа трицикл. Главне ноге се увлаче у делове кесона крила, а носна у предњи део трупа.
Два турбо млазна мотора су уграђена у моторске гондале, бочно постављене на задњи део трупа. Трећи турбомлазни мотор је уграђен у завршни део трипа. На њему је уграђен додатак за риверс, који се укључује после слетања за побољшање успорења авиона и смањење стазе слетања. Касније је тај доатни уређај уграђен на сва три мотора. При раду само једног мотора, обезбеђен је довољан потисак, за хоризонтални лет, без губитка висине. Та особина је посебан квалитет авиона, с аспекта поузданости. Мали потисак и неекономичност мотора су лимитирали могућности и вредност авиона Јак-40. На комерцијалним авионима се користе двопроточни економични мотори. Принцип двопрочности турбомлазног мотора је илустрован на слици десно.

### Варијанте[3]
- Јак-40 - Прва производна варијанта.
- Јак-40 Салон - Авион за извоз, је с два луксузна одвојена салона, за по 5-6 особа. Обезбеђен је тоалет и гардероба за путнике салона. Авион располаже с кухињом, са свим потребним прибором и опремом. За посаду и помоћно особље је обезбеђен засебан тоалет и простор за њихов пртљаг. Овај авион је опремљен с допунским средствима за везу и с другим специјалним уређајима. Произведена су 32 оваква авиона, у варијанти прве класе. У варијанти, са салоном друге класе, је направљен 51 авион.
- Јак-40Д - Путничка варијанта за дуже линије.
- Јак-40-25- Војна конверзија са уграђеним сензорима с авиона МиГ-25 Р.
- Јак-40ДТС - Десанто-транспотно-санитетцка варијанта је војна, служи за превоз десанта, терета и рањеника у лежећем и седећем положају и с пружањем медицинске помоћи у току лета.
- Јак-40ТС - Карго варијанта за дуже линије.
- Јак-40К - Ова варијанта се производила у периоду од 1975. до 1981. године, а намењена је за превоз терета и мешовити превоз људи и терета. Максимални корисни терет је масе од 3 200 kg. Заснива се на бази серијског авиона са 32 седишта. Преправљен је у транспорни или мешовито путничко-транспотни. Са овом варијантом је постигнута еластичност и економичност примене авиона Јак-40. Мешовита варијанта може да превози 10-18 путника и робе тежине, еквивалент у маси од 2 150, односно од 1 150 .
- Јак-40 „Аква"- Авион лаборторија.
- Јак-40ЕС - Извозна варијанта.
- Јак-40-ПЗО - Авион лабораторија за проверу и испитивање радио-електронске опреме у лету.
- Јак-40/М-602 - Авион лабораторија за испитивање чешког мотора М-602, у лету.
- Јак-40ТЛ - Предложена варијанта, с уградњом два мотора Текстром Лаикоминг LF507/1N, с потиском од 2 х 31,1 kN.

### Карактеристике
Допуна наведеним карактеристикама, у горњој десној кутијици, су:
- Брзина крстарења је 550
- Економична брзина је 500
- Носивост 27 путника с 275 kg масе пртљага или терета, еквивалента укупне масе до 2 720 kg.

## Корисници
| - Авганистан - Азербејџан - Бангладеш - Боливија - Бугарска - Куба - Египат - Етиопија | - Гвинеја Бисао - Казахстан - Лаос - Либија - Пољска - Литванија - Молдавија - Русија | - Чешка Република - Чехословачка - Србија - Сирија - Филипини - Украјина - Узбекистан - Таџикистан | - Туркменистан - Вијетнам - Венецуела - Југославија - Јемен - Замбија - Зимбабве |

## Оперативно коришћење
Први лет првог прототипа обављен је 21. октобра 1966. године. Прва јавна презентација одржана је 8. јула 1967. године на аеродрому Домодедово. Дана 30. септембра 1968. године Јак-40 је уведен у редован саобраћај Аерофлот на линији Москва-Констрома. Производња овог авиона је почела 1967. године у 292. авио заводу у Саратову и трајала све до 1978. У том периоду је произведено 1.011 авиона и био је један од најважнијих путничких авиона направљен у Совјетском Савезу који је био носилац домаћег кратколинијског ваздушног саобраћаја. У удесима и катастофама, до краја 2008. године, трајно је уништено 92 авиона Јак-40.
Иако је модел имао преслабе моторе, па му је брзина достизала свега 500 km/h, извезен је у преко 20 земаља, а имао је купце чак и на западу. После промена у Совјетском Савезу многи ови авиони су претворени у салонске па се користе или као авиони великих корпорација, приватне летилица или се изнајмљују. Јак-40 се и данас користи у неким земљама централне Азије бившег Совјетског Савеза и у неким ваздушним снагама бившег совјетског блока.
Иако је производња давно обустављена, Јаковљев је модернизовао овај авион модел Јак-40ТЛ, јер потреба за њим и даље постоји. Са два турбофан мотора Textron-Lycoming LF 507-1N, уместо три АИ-25, овај авион има већу брзину крстарења, боље перформансе и значајно ниже трошкове експлоатације.

### Авион Јак 40 у Југославији
На аеродрому у Београду, 26. априла 1968, приказан је Јак-40 и изведен демонстрациони лет у циљу упознавања југословенских потенцијалних корисника са особинама овог авиона. Домаћи авиопревозници нису биле заинтересоване за мали тромоторац, јер су им били потребни већи авиони, али у ЈРВ и ПВО понуда је прихваћена и одлучено је да се набави Јак-40. У фабрици у Саратову југословенски авиони са фабричким бројевима 9120717 и 9120817 завршени су 21. маја и 22. јуна 1971. године. Примопредаја ових авиона је извршена у Москви 16. јула 1971. То су били авиони почетног производног модела са 27 путничких седишта и резервоарима од три тоне горива. Намена ових авиона је била превоз врховног команданта и руководства државе, партије и ЈНА и разни задаци превоза за потребе ЈРВ и ПВО и система одбране. Следећи пар Јак-40 примљен је 19. октобра 1972, имали су резервоаре за четири тоне горива и били су произведени у путничкој варијанти. Још један пар Јакова је набављен 1976. године, а израђени су у фабрици као „салонци” са 18 седишта.
Поред редовних оперативних задатака за потребе ЈНА авиони Јак-40 су коришћени за калибражу земаљских радио-навигационих средстава у саставу Савезне управе за контролу летења (СУКЛ). Четири авиона Јак-40 су отуђена 2004. године а два су наставила да се користе до септембра 2010. године када су приземљена чекајући одлуку да буду ремонтовани у циљу продужења ресурса или расходована.

## Коришћена издања
- (језик: енглески)
- (језик: енглески) Flight International,3-9 October 2006.